# Ľubica Štepanová
Ľubica Štepanová (Prievidza, 15 novembre 1987) è una modella slovacca; nata nel 1987 è stata cecoslovacca fino al 31 dicembre 1992.
È stata eletta Miss Slovacchia 2012 a Bratislava il 20 aprile 2012, dove è risultata la vincitrice fra le tredici concorrenti del concorso di bellezza
Vincendo il concorso, la modella ha ottenuto la possibilità di rappresentare la Slovacchia a Miss Universo 2012, che si è tenuto il 19 dicembre.